# UCI Europe Tour 2012-2013
El UCI Europe Tour 2012-2013 fue la novena temporada del calendario ciclístico internacional europeo. Se inició el 27 de enero de 2013 con el Gran Premio Ciclista la Marsellesa en Francia y finalizó el 20 de octubre del mismo año con la Chrono des Nations, también en Francia.
El ganador final fue el austriaco Riccardo Zoidl, por equipos se impuso el Europcar, Francia y los Países Bajos se llevaron la clasificación por países y países sub-23 respectivamente.

## Carreras y categorías

### Carreras agredadas, suspendidas o eliminadas
El cronograma inicial del calendario era de 317 carreras (que podrían haber sido 329 tras la introducción del Trofeo Palma, Trofeo Migjorn, Umag Trophy, Hageland GP, Ringerike GP, Kosice-Miskolc, Gran Premio de Llodio, Zuid Oost Drenthe Classic I, Zuid Oost Drenthe Classic II, Race Horinzon Park I, Kralovehradeckeho kraje y Tour de los Fiordos en principio no incluidas), debido a ello es con amplitud el circuito que más carreras contiene, aunque a lo largo de la temporada 59 fueron suspendidas. La siguiente es la lista de la mayoría de esas competiciones que por diversos motivos finalmente no se disputaron:
| Listado de carreras suspendidas o eliminadas | Listado de carreras suspendidas o eliminadas | Listado de carreras suspendidas o eliminadas | Listado de carreras suspendidas o eliminadas | Listado de carreras suspendidas o eliminadas | Listado de carreras suspendidas o eliminadas |
| -------------------------------------------- | -------------------------------------------- | -------------------------------------------- | -------------------------------------------- | -------------------------------------------- | -------------------------------------------- |

| Fecha                      | Carrera                                                  | Cat.   | Causa                                                                             |
| -------------------------- | -------------------------------------------------------- | ------ | --------------------------------------------------------------------------------- |
| 6 de febrero               | Trofeo Serra de Tramuntana                               | 1.1    |                                                                                   |
| 7 de febrero               | Giro de Calabria                                         | 1.2    |                                                                                   |
| 23 de febrero              | La Drôme Classic                                         | 1.1    | Meteorológica                                                                     |
| 24 de febrero              | Kuurne-Bruselas-Kuurne                                   | 1.1    | Meteorológica                                                                     |
| 24 de febrero              | Gran Premio de Lugano                                    | 1.1    | Meteorológica                                                                     |
| 26 de febrero              | Giro del Friuli                                          | 1.1    |                                                                                   |
| 3 de marzo                 | Trofeo Zssdi                                             | 1.2    |                                                                                   |
| 10 de marzo                | Dwars door Drenthe                                       | 1.1    | Meteorológica                                                                     |
| 10 de marzo                | Trofeo Franco Balestra                                   | 1.2    |                                                                                   |
| 13 de marzo                | Nokere Koerse                                            | 1.1    | Meteorológica                                                                     |
| 31 de marzo                | Flèche d’Emeraude                                        | 1.1    | Administrativos                                                                   |
| 16 al 20 de abril          | Toscana-Terra di ciclismo-Coppa delle Nazioni            | 2.Ncup |                                                                                   |
| 20 de abril                | Gran Premio de Llodio                                    | 1.1    | Financiera                                                                        |
| 25 al 28 de abril          | Tour de Tesalia                                          | 2.2    |                                                                                   |
| 26 al 28 de abril          | Zuid Oost Drenthe Classic                                | 2.2    | Dividida en la Zuid Oost Drenthe Classic I y Zuid Oost Drenthe Classic II         |
| 28 de abril                | Trofeo de los Escaladores                                | 1.1    |                                                                                   |
| 1 de mayo                  | Trofeo Papà Cervi                                        | 1.2    | Financiera                                                                        |
| 14 de mayo                 | Zellik-Galmaarden                                        | 1.2    |                                                                                   |
| 15 al 19 de mayo           | Circuito de Lorena                                       | 2.2    | Financiera                                                                        |
| 19 de mayo                 | Neuseen Classics                                         | 1.1    | Recalificada amateur                                                              |
| 26 de mayo                 | París-Roubaix sub-23                                     | 1.2U   | Financiera                                                                        |
| 30 de mayo al 2 de junio   | Tour de Tracia                                           | 2.2    |                                                                                   |
| 4 al 7 de junio            | Tour de Capadocia                                        | 2.2    |                                                                                   |
| 7 de junio                 | Riga-Ventspils Grand Prix                                | 1.1    | No llegaron a correrse y se fusionaron en una sola llamada Riga-Jurmala Gran Prix |
| 8 de junio                 | Ventspils-Jurmala Grand Prix                             | 1.1    | No llegaron a correrse y se fusionaron en una sola llamada Riga-Jurmala Gran Prix |
| 7 al 16 de junio           | Girobio                                                  | 2.2    |                                                                                   |
| 16 de junio                | Celtic Chrono                                            | 1.2    |                                                                                   |
| 19 de julio                | Rogaland G. P.                                           | 1.1    |                                                                                   |
| 20 al 21 de julio          | Sachsen Tour                                             | 2.2    |                                                                                   |
| 28 de julio                | Sparkassen Giro                                          | 1.1    | Recalificada a carrera no oficial                                                 |
| 31 de julio al 1 de agosto | París-Corrèze                                            | 2.1    | Financiera                                                                        |
| 31 de julio al 2 de agosto | Tour de los Pirineos                                     | 2.2    |                                                                                   |
| 15 al 18 de agosto         | Mi-août en Bretagne                                      | 2.2    | Financiera                                                                        |
| 25 de agosto               | Gran Premio Sofía I                                      | 1.2    |                                                                                   |
| 27 de agosto               | Gran Premio Sofía II                                     | 1.2    |                                                                                   |
| 29 de agosto               | Gran Premio Dobrich I                                    | 1.2    |                                                                                   |
| 29 de agosto               | Gran Premio Industria y Commercio Artigianato Carnaghese | 1.1    |                                                                                   |
| 30 de agosto               | Gran Premio Dobrich II                                   | 1.2    |                                                                                   |
| 31 de agosto               | Giro del Veneto                                          | 1.1    |                                                                                   |
| 1 de septiembre            | Franco Ballerini Day                                     | 1.1    |                                                                                   |
| 1 de septiembre            | Latvian Cycling Race                                     | 1.2    |                                                                                   |
| 4 de septiembre            | Memorial Rik Van Steenbergen                             | 1.1    |                                                                                   |
| 10 al 13 de septiembre     | Monviso Venezia-Il Padania                               | 2.1    |                                                                                   |
| 20 de septiembre           | Gran Premio Pleven                                       | 1.2    |                                                                                   |
| 22 de septiembre           | Gran Premio Lovech                                       | 1.2    |                                                                                   |
| 3 al 6 de octubre          | Tour de Marmara                                          | 2.2    |                                                                                   |
| 4 de octubre               | Giro del Piemonte                                        | 1.HC   | Financiera                                                                        |
| 10 al 13 de octubre        | Tour de Galípoli                                         | 2.2    |                                                                                   |
| 15 de octubre              | Giro de la Romagna                                       | 1.1    |                                                                                   |
| 15 al 20 de octubre        | Tour de Grecia                                           | 2.2    |                                                                                   |
| 16 de octubre              | Coppa Placci                                             | 1.1    |                                                                                   |

Tras estas anulaciones el calendario fue de 270 carreras, contando las dos pruebas del Campeonato Europeo sub-23 disputado en República Checa.

### Categorías
Fueron 26 las carreras de máxima categoría (respecto a la edición anterior descendió el Gran Premio Miguel Induráin y el Tour de Limousin y ascendió la A través de Flandes). En el siguiente cuadro se muestran las carreras con mayor puntuación de esta edición del UCI Europe Tour ordenado por países, para el resto de las competiciones véase: Carreras del UCI Europe Tour 2012-2013 Archivado el 29 de octubre de 2013 en Wayback Machine.
| Carrera                  | Categoría |
| ------------------------ | --------- |
| Gran Premio de Fráncfort | 1.HC      |
| Vuelta a Baviera         | 2.HC      |
| Vuelta a Austria         | 2.HC      |
| Omloop Het Nieuwsblad    | 1.HC      |
| A través de Flandes      | 1.HC      |
| Tres Días de La Panne    | 2.HC      |
| Scheldeprijs Vlaanderen  | 1.HC      |
| Flecha Brabanzona        | 1.HC      |
| Vuelta a Bélgica         | 2.HC      |
| Tour de Valonia          | 2.HC      |
| Brussels Cycling Classic | 1.HC      |
| Vuelta a Dinamarca       | 2.HC      |
| Clásica de Almería       | 1.HC      |
| Vuelta a Burgos          | 2.HC      |

| Carrera                  | Categoría |
| ------------------------ | --------- |
| Critérium Internacional  | 2.HC      |
| Cuatro Días de Dunkerque | 2.HC      |
| Gran Premio de Fourmies  | 1.HC      |
| Tour de Vendée           | 1.HC      |
| París-Tours              | 1.HC      |
| Giro del Trentino        | 2.HC      |
| Tre Valli Varesine       | 1.HC      |
| Milán-Turín              | 1.HC      |
| Gran Piemonte            | 1.HC      |
| Giro de Emilia           | 1.HC      |
| Tour de Luxemburgo       | 2.HC      |
| Tour de Turquía          | 2.HC      |

Además, los campeonatos nacionales de ruta y contrarreloj de países europeos así como el Campeonato Mundial de esa temporada también puntuarón para el UCI Europe Tour.
Francia, Italia y Bélgica son con diferencia los 3 países que dominaron en número de competiciones previstas, de hecho la suma de ellas son más de la mitad del total las que se disputaron. La siguiente lista incluye los países con más de 5 carreras en el calendario 2012-2013:
| País         | N.º de carreras registradas | N.º de carreras finalmente disputadas |
| ------------ | --------------------------- | ------------------------------------- |
| Francia      | 71                          | 63                                    |
| Italia       | 57                          | 43                                    |
| Bélgica      | 46                          | 42                                    |
| Países Bajos | 20                          | 18                                    |
| España       | 17                          | 18                                    |
| Alemania     | 11                          | 8                                     |
| Polonia      | 9                           | 9                                     |
| Bulgaria     | 7                           | 1                                     |
| Rusia        | 6                           | 6                                     |
| Noruega      | 6                           | 5                                     |
| Letonia      | 6                           | 3                                     |

| Dinamarca            | 5         | 5         |
| República Checa      | 5 (7)     | 5 (7)     |
| Turquía              | 5         | 1         |
| Portugal             | 4         | 4         |
| Austria              | 4         | 4         |
| Eslovenia            | 4         | 4         |
| Reino Unido          | 3         | 3         |
| Suiza                | 3         | 3         |
| Serbia               | 3         | 3         |
| Croacia              | 3         | 3         |
| Ucrania              | 3         | 3         |
| Rumania              | 3         | 3         |
| Hungría              | 3         | 3         |
| Luxemburgo           | 2         | 2         |
| Irlanda              | 2         | 1         |
| Grecia               | 2         | 0         |
| Bosnia y Herzegovina | 1         | 1         |
| Suecia               | 1         | 1         |
| Azerbaiyán           | 1         | 1         |
| Estonia              | 1         | 1         |
| Eslovaquia           | 1         | 1         |
| Total                | 315 (317) | 268 (270) |

- En el caso de los Países Bajos no estaban en el calendario inicial la Zuid Oost Drenthe Classic I ni Zuid Oost Drenthe Classic II que sustituyeron a la Zuid Oost Drenthe Classic.
- En el caso de Luxemburgo no estaba en el calendario inicial la Flèche du Sud que estaba registrada como francesa.

## Equipos
Los equipos que pudieron participar en las diferentes carreras dependen de la categoría de las mismas. A mayor nivel de una carrera pueden participar equipos de más nivel. Los equipos UCI ProTeam, sólo pueden participar de las carreras .HC y .1 pero tienen cupo limitado y los puntos que logran sus ciclistas no van a la clasificación.
| Categoría      | Categoría                            | Equipos |
| -------------- | ------------------------------------ | --- |
| .HC            | 1.HC (Carrera de un día)             | ProTeam (max 70%) Profesionales Continentales Continentales del país de la carrera Selección nacional del país de la carrera |
| .HC            | 2.HC (Carrera de varios días)        | ProTeam (max 70%) Profesionales Continentales Continentales del país de la carrera Selección nacional del país de la carrera |
| .1             | 1.1 (Carrera de un día)              | ProTeam (max 50%) Profesionales Continentales Continentales Selecciones nacionales                                           |
| .1             | 2.1 (Carrera de varios días)         | ProTeam (max 50%) Profesionales Continentales Continentales Selecciones nacionales                                           |
| .2             | 1.2 y 1.2U (Carreras de un día)      | Profesionales Continentales Continentales Selecciones nacionales Selecciones regionales Amateur                              |
| .2             | 2.2 y 2.2U (Carreras de varios días) | Profesionales Continentales Continentales Selecciones nacionales Selecciones regionales Amateur                              |
| .Ncup (sub-23) | 1.Ncup (Carrera de un día)           | Selecciones nacionales Selecciones mixtas                                                                                    |
| .Ncup (sub-23) | 2.Ncup (Carrera de varios días)      | Selecciones nacionales Selecciones mixtas                                                                                    |

Para favorecer la invitación a los equipos más humildes, la Unión Ciclista Internacional publicó el 31 de enero de 2013 un "ranking ficticio" de los equipos Continentales, sobre la base de los puntos obtenidos por sus ciclistas en la temporada anterior. Los organizadores de carreras .2 deben obligatoriamente invitar a los 3 primeros de ese ranking y de esta forma pueden acceder a un mayor número de carreras. En este circuito los invitados automáticamente a carreras de categoría .2 fueron el Rabobank Development Team, Cyclingteam De Rijke-Shanks y Team Gourmetfein-Simplon, aunque a diferencia del UCI WorldTour los equipos pueden rechazar dicha invitación.

## Baremo de puntuación
Los puntos, en las carreras por etapas (2.HC, 2.1 y 2.2), se otorgan a la clasificación individual final, a cada una de las etapas y al líder de la individual en cada etapa.
En las carreras de un día (1.HC, 1.1 y 1.2), Campeonato Mundial, Campeonatos Europeos (CC) y campeonatos nacionales que puntúan (que varía dependiendo del ranking por países del UCI Europe Tour de la temporada anterior), se otorgan a la clasificación final.
Los puntos se reparten de la siguiente manera:
| Posición | 2.HC 1.HC | 2.1 1.1 CC sub-23 en Ruta 1.Ncup | 2.2 1.2 2.2U 1.2U 2.Ncup | CC sub-23 Contrarreloj |
| -------- | --------- | -------------------------------- | ------------------------ | ---------------------- |
| 1º       | 100       | 80                               | 40                       | 20                     |
| 2º       | 70        | 56                               | 30                       | 14                     |
| 3º       | 40        | 32                               | 16                       | 8                      |
| 4º       | 30        | 24                               | 12                       | 7                      |
| 5º       | 25        | 20                               | 10                       | 6                      |
| 6º       | 20        | 16                               | 8                        | 5                      |
| 7º       | 15        | 12                               | 6                        | 4                      |
| 8º       | 10        | 8                                | 3                        | 2                      |
| 9º       | 9         | 7                                |                          |                        |
| 10º      | 8         | 6                                |                          |                        |
| 11º      | 7         | 5                                |                          |                        |
| 12º      | 6         | 3                                |                          |                        |
| 13º      | 5         |                                  |                          |                        |
| 14º      | 4         |                                  |                          |                        |
| 15º      | 3         |                                  |                          |                        |

| Posición | 2.HC | 2.1 | 2.2 2.2U 2.Ncup |
| -------- | ---- | --- | --------------- |
| 1º       | 20   | 16  | 8               |
| 2º       | 14   | 11  | 5               |
| 3º       | 8    | 6   | 2               |
| 4º       | 7    | 5   |                 |
| 5º       | 6    | 4   |                 |
| 6º       | 5    | 2   |                 |
| 7º       | 4    |     |                 |
| 8º       | 2    |     |                 |

| Posición | 2.HC | 2.1 | 2.2 2.2U 2.Ncup |
| -------- | ---- | --- | --------------- |
| 1º       | 10   | 8   | 4               |

Para el baremo del Campeonato Mundial véase: Baremo de puntuación de los Circuitos Continentales UCI.

## Calendario
Contó con las siguientes pruebas, tanto por etapas como de un día.

### Enero
| Fecha   | Carrera                            | Cat. | Ganador         | Equipo del ganador |
| ------- | ---------------------------------- | ---- | --------------- | ------------------ |
| 27      | Gran Premio Ciclista la Marsellesa | 1.1  | Justin Jules    | La Pomme Marseille |
| 30 al 3 | Estrella de Bessèges               | 2.1  | Jonathan Hivert | Sojasun            |

### Febrero
| Fecha    | Carrera                        | Cat. | Ganador            | Equipo                     |
| -------- | ------------------------------ | ---- | ------------------ | -------------------------- |
| 3        | Trofeo Palma                   | 1.1  | Kenny Dehaes       | Lotto Belisol              |
| 4        | Trofeo Migjorn                 | 1.1  | Leigh Howard       | Orica-GreenEDGE            |
| 5        | Trofeo Deyá                    | 1.1  | Alejandro Valverde | Movistar                   |
| 6        | Trofeo Platja de Muro          | 1.1  | Leigh Howard       | Orica-GreenEDGE            |
| 6 al 10  | Tour del Mediterráneo          | 2.1  | Thomas Lövkvist    | IAM                        |
| 14 al 17 | Vuelta al Algarve              | 2.1  | Tony Martin        | Omega Pharma-Quick Step    |
| 16       | Trofeo Laigueglia              | 1.1  | Filippo Pozzato    | Lampre-Merida              |
| 16 al 17 | Tour du Haut-Var               | 2.1  | Arthur Vichot      | FDJ                        |
| 17 al 20 | Vuelta a Andalucía             | 2.1  | Alejandro Valverde | Movistar                   |
| 23       | Vuelta a Murcia                | 1.1  | Dani Navarro       | Cofidis, Solutions Crédits |
| 23       | Beverbeek Classic              | 1.2  | Nick van der Lijke | Rabobank Development       |
| 23       | Omloop Het Nieuwsblad          | 1.HC | Luca Paolini       | Katusha                    |
| 24       | Les Boucles du Sud Ardèche     | 1.1  | Mathieu Drujon     | BigMat-Auber 93            |
| 24       | Clásica de Almería             | 1.HC | Mark Renshaw       | Blanco                     |
| 27       | Le Samyn                       | 1.1  | Alexey Tsatevitch  | Katusha                    |
| 28       | Gran Premio Ciudad de Camaiore | 1.1  | Peter Sagan        | Cannondale                 |

### Marzo
| Fecha    | Carrera                                    | Cat. | Ganador              | Equipo                       |
| -------- | ------------------------------------------ | ---- | -------------------- | ---------------------------- |
| 1 al 3   | Tres Días de Flandes Occidental            | 2.1  | Kristof Vandewalle   | Omega Pharma-Quick Step      |
| 2        | Ster van Zwolle                            | 1.2  | Dylan Van Baarle     | Rabobank Development         |
| 2        | Strade Bianche                             | 1.1  | Moreno Moser         | Cannondale                   |
| 3        | Roma Maxima                                | 1.1  | Blel Kadri           | Ag2r La Mondiale             |
| 3        | Gran Premio Villa de Lillers               | 1.2  | Benoît Daeninck      | CC Nogent-sur-Oise           |
| 6        | Umag Trophy                                | 1.2  | Aljaž Hočevar        | Adria Mobil                  |
| 9        | Tour de Drenthe                            | 1.1  | Alexander Wetterhall | NetApp-Endura                |
| 10       | Dorpenomloop Rucphen                       | 1.2  | Dylan Van Baarle     | Rabobank Development         |
| 10       | París-Troyes                               | 1.2  | Jean-Marc Bideau     | Bretagne-Séché Environnement |
| 10       | Porec Trophy                               | 1.2  | Matej Mugerli        | Adria Mobil                  |
| 10       | Kattekoers                                 | 1.2  | Jérôme Baugnies      | To Win-Josan                 |
| 10       | Omloop van het Waasland                    | 1.2  | Pieter Jacobs        | Topsport Vlaanderen-Baloise  |
| 14       | Gran Premio Nobili Rubinetterie            | 1.1  | Bob Jungels          | RadioShack Leopard           |
| 14 al 17 | Istrian Spring Trophy                      | 2.2  | Matej Mugerli        | Adria Mobil                  |
| 15       | Handzame Classic                           | 1.1  | Kenny Dehaes         | Lotto Belisol                |
| 16       | Clásica de Loire-Atlantique                | 1.1  | Edwig Cammaerts      | Cofidis, Solutions Crédits   |
| 17       | Gran Premio Cholet-Pays de Loire           | 1.1  | Damien Gaudin        | Europcar                     |
| 17       | Gran Premio de la Ville de Nogent-sur-Oise | 1.2  | Alexander Kamp       | Cult Energy                  |
| 17       | Gran Premio San Giuseppe                   | 1.2  | Luca Chirico         | Trevigiani Dynamon Bottoli   |
| 18 al 24 | Tour de Normandía                          | 2.2  | Silvan Dillier       | BMC Development              |
| 20       | A través de Flandes                        | 1.HC | Oscar Gatto          | Vini Fantini                 |
| 20 al 24 | Settimana Coppi e Bartali                  | 2.1  | Diego Ulissi         | Lampre-Merida                |
| 20 al 24 | Vuelta al Alentejo                         | 2.2  | Jasper Stuyven       | Bontrager                    |
| 23       | Kosice-Miskolc                             | 1.2  | Michael Kolář        | Dukla Trencin-Trek           |
| 23 al 24 | Critérium Internacional                    | 2.HC | Chris Froome         | Sky                          |
| 26 al 28 | Tres Días de La Panne                      | 2.HC | Sylvain Chavanel     | Omega Pharma-QuickStep       |
| 29       | Route Adélie                               | 1.1  | Alessandro Malaguti  | Androni Giocattoli-Venezuela |
| 29 al 31 | Triptyque des Monts et Châteaux            | 2.2  | Fabio Silvestre      | Leopard-Trek Continental     |
| 30       | Volta Limburg Classic                      | 1.1  | Rüdiger Selig        | Katusha                      |
| 30       | Gran Premio Miguel Induráin                | 1.1  | Simon Špilak         | Katusha                      |
| 30 al 31 | Boucle de l'Artois                         | 2.2  | Fredrik Ludvigsson   | People4you-Unaas             |
| 31       | Vuelta a La Rioja                          | 1.1  | Francesco Lasca      | Caja Rural-Seguros RGA       |
| 31       | Val d'Ille U Classic 35                    | 1.1  | Nacer Bouhanni       | FDJ                          |

### Abril
| Fecha    | Carrera                                      | Cat.   | Ganador             | Equipo                       |
| -------- | -------------------------------------------- | ------ | ------------------- | ---------------------------- |
| 1        | Giro del Belvedere                           | 1.2U   | Stefan Küng         | BMC Development              |
| 2        | Gran Premio Palio del Recioto                | 1.2U   | Caleb Ewan          | Australia                    |
| 2 al 5   | Circuito de la Sarthe                        | 2.1    | Pierre Rolland      | Europcar                     |
| 3        | Scheldeprijs Vlaanderen                      | 1.HC   | Marcel Kittel       | Argos-Shimano                |
| 3-7      | Gran Premio de Sochi                         | 2.2    | Vitaliy Buts        | Kolss                        |
| 4        | Gran Premio Pino Cerami                      | 1.1    | Jonas Vangenechten  | Lotto Belisol                |
| 5 al 7   | Circuito de las Ardenas                      | 2.2    | Riccardo Zoidl      | Gourmetfein Simplon          |
| 6        | Tour de Flandes sub-23                       | 1.Ncup | Rick Zabel          | Rabobank Development         |
| 7        | Klasika Primavera                            | 1.1    | Rui Costa           | Movistar                     |
| 7        | Trofeo Banca Popular de Vicenza              | 1.2U   | Michele Scartezzini | Trevigiani Dynamon Bottoli   |
| 7        | Gran Premio Sencur                           | 1.2    | Radoslav Rogina     | Adria Mobil                  |
| 9        | París-Camembert                              | 1.1    | Pierrick Fédrigo    | FDJ                          |
| 10       | Flecha Brabanzona                            | 1.HC   | Peter Sagan         | Cannondale                   |
| 10       | La Côte Picarde                              | 1.Ncup | Caleb Ewan          | Australia                    |
| 10 al 14 | Tour de Loir-et-Cher                         | 2.2    | Tino Thömel         | NSP-Ghost                    |
| 11       | Gran Premio de Denain                        | 1.1    | Arnaud Démare       | FDJ                          |
| 12 al 14 | Vuelta a Castilla y León                     | 2.1    | Rubén Plaza         | Movistar                     |
| 13       | Tour de Finisterre                           | 1.1    | Cyril Gautier       | Europcar                     |
| 13       | Trofeo Edil C                                | 1.2    | Andrea Zordan       | Zalf Euromobil désirée fior  |
| 13       | Lieja-Bastoña-Lieja sub-23                   | 1.2U   | Michael Valgren     | Cult Energy                  |
| 13       | ZLM Tour                                     | 1.Ncup | Yoeri Havik         | De Rijke-Shanks              |
| 14       | Tro Bro Leon                                 | 1.1    | Francis Mourey      | FDJ                          |
| 14       | Gran Premio Donetsk                          | 1.2    | Anatoliy Pakhtusov  | ISD Continental              |
| 16 al 19 | Giro del Trentino                            | 2.HC   | Vincenzo Nibali     | Astana                       |
| 17 al 21 | Gran Premio de Adigueya                      | 2.2    | Andriy Khripta      | Kolss                        |
| 20       | Bania Luka-Belgrado I                        | 1.2    | Michael Kolář       | Dukla Trencin-Trek           |
| 20       | Memorial Arno Wallaard                       | 1.2    | Coen Vermeltfoort   | De Rijke-Shanks              |
| 20       | Gran Premio Herning                          | 1.2    | Lasse Norman Hansen | Blue Water                   |
| 21       | La Roue Tourangelle                          | 1.1    | Mickaël Delage      | FDJ                          |
| 21       | Paris-Mantes-en-Yvelines                     | 1.2    | Nicolas Baldo       | Atlas Personal-Jakroo        |
| 21       | Vuelta a Holanda Septentrional               | 1.2    | Dylan Groenewegen   | De Rijke-Shanks              |
| 21       | Bania Luka-Belgrado II                       | 1.2    | Matej Mugerli       | Adria Mobil                  |
| 21       | East Midlands International Cicle Classic    | 1.2    | Ian Wilkinson       | UK Youth                     |
| 21-28    | Tour de Turquía                              | 2.HC   | Mustafa Sayar       | Torku Sekerspor              |
| 25       | Gran Premio della Liberazione                | 1.2U   | Ilia Koshevoy       | Big Hunter                   |
| 25 al 1  | Tour de Bretaña                              | 2.2    | Riccardo Zoidl      | Gourmetfein-Simplon          |
| 26       | Skive-Lobet                                  | 1.2    | Patrick Clausen     | Cult Energy                  |
| 27       | Gran Premio Industria y Artigianato-Larciano | 1.1    | Mauro Santambrogio  | Vini Fantini                 |
| 27       | Himmerland Rundt                             | 1.2    | Yoeri Havik         | De Rijke-Shanks              |
| 27       | Zuid Oost Drenthe Classic I                  | 1.2    | Jeff Vermeulen      | Metec Tkh                    |
| 28       | Giro de Toscana                              | 1.1    | Mattia Gavazzi      | Androni Giocattoli-Venezuela |
| 28       | Destination Thy                              | 1.2    | Tino Zaballa        | Christina Watches-Onfone     |
| 28       | Zuid Oost Drenthe Classic II                 | 1.2    | Brian Van Goethem   | Metec Tkh                    |
| 28       | Gran Premio Industrias del Mármol            | 1.2    | Luca Benedetti      | Bedogni-Anico-Natalini       |

### Mayo
| Fecha    | Carrera                           | Cat. | Ganador                | Equipo                      |
| -------- | --------------------------------- | ---- | ---------------------- | --------------------------- |
| 1        | Memoriał Andrzeja Trochanowskiego | 1.2  | Konrad Dąbkowski       | BDC-Marcpol                 |
| 1        | Mayor Cup                         | 1.2  | Vitaliy Buts           | Kolss                       |
| 1        | Gran Premio del 1 de Mayo         | 1.2  | Coen Vermeltfoort      | De Rijke-Shanks             |
| 1        | Gran Premio de Fráncfort sub-23   | 1.2U | Lasse Norman Hansen    | Blue Water                  |
| 1        | Gran Premio de Fráncfort          | 1.HC | Simon Špilak           | Katusha                     |
| 1 al 5   | Tour de Azerbaiyán                | 2.2  | Serhiy Grechyn         | Torku Sekerspor             |
| 1 al 5   | Carpathia Couriers Paths          | 2.2U | Stefan Poutsma         | Jo Piels                    |
| 1 al 5   | Cuatro Días de Dunkerque          | 2.HC | Arnaud Démare          | FDJ                         |
| 2        | Memorial Oleg Dyachenko           | 1.2  | Alexander Rybakov      | RusVelo                     |
| 3        | Gran Premio de Moscú              | 1.2  | Ivan Kovalev           | RusVelo                     |
| 3 al 5   | Szlakiem Grodów Piastowskich      | 2.1  | Jan Bárta              | NetApp-Endura               |
| 4        | Tour de Overijssel                | 1.2  | Tom Vermeer            | Jo Piels                    |
| 4        | Tour de Berna                     | 1.2  | Marcel Wyss            | IAM                         |
| 4        | Hadeland G. P.                    | 1.2  | Fredrik Strand Galta   | Øster Hus-Ridley            |
| 4        | Vuelta a la Comunidad de Madrid   | 1.1  | Javier Moreno          | Movistar                    |
| 5        | Circuito de Porto-Trofeo Averdi   | 1.2  | Paolo Simion           | Zalf Euromobil Désirée Fior |
| 5        | Ringerike G. P.                   | 1.2  | Reidar Borgersen       | Joker Merida                |
| 5        | Circuito de Valonia               | 1.2  | Sébastien Delfosse     | Crelan-Euphony              |
| 5 al 9   | Cinco Anillos de Moscú            | 2.2  | Maksim Razumov         | Itera-Katusha               |
| 8 al 12  | Flèche du Sud                     | 2.2  | Michael Valgren        | Cult Energy                 |
| 8 al 12  | Giro del Friuli Venezia Giulia    | 2.2  | Jan Polanc             | Radenska                    |
| 9        | Tour de Limburgo                  | 1.2  | Olivier Chevalier      | Wallonie-Bruxelles          |
| 9 al 12  | Rhône-Alpes Isère Tour            | 2.2  | Nico Sijmens           | Cofidis, Solutions Crédits  |
| 9 al 12  | Tour de Berlín                    | 2.2U | Mathias Møller Nielsen | Blue Water                  |
| 10 al 12 | Tour de Picardie                  | 2.1  | Marcel Kittel          | Argos-Shimano               |
| 11       | Scandinavian Race                 | 1.2  | Alexander Gingsjö      | People4you-Unaas            |
| 11       | Clásica Belgrado-Čačak            | 1.2  | Matej Mugerli          | Adria Mobil                 |
| 11 al 12 | Vuelta a Asturias                 | 2.1  | Amets Txurruka         | Caja Rural-Seguros RGA      |
| 12       | Vuelta a Colonia                  | 1.1  | Sébastien Delfosse     | Crelan-Euphony              |
| 13 al 18 | Tour de Olympia                   | 2.2  | Dylan van Baarle       | Rabobank Development        |
| 15 al 19 | Tour de Noruega                   | 2.1  | Edvald Boasson Hagen   | Sky                         |
| 16 al 19 | Ronde d'Isard                     | 2.2U | Juan Ernesto Chamorro  | 4-72 Colombia               |
| 18       | Gran Premio Criquielion           | 1.2  | Boris Vallée           | Color Code-Biowanze         |
| 18 al 19 | París-Arrás Tour                  | 2.2  | Joey Rosskopf          | Hincapie Sportswear         |
| 19       | Simac Omloop der Kempen           | 1.2  | Eugenio Alafaci        | Leopard-Trek Continental    |
| 19 al 26 | An Post Rás                       | 2.2  | Marcin Białobłocki     | UK Youth                    |
| 22 al 26 | Vuelta a Baviera                  | 2.HC | Adriano Malori         | Lampre-Merida               |
| 22 al 26 | Vuelta a Bélgica                  | 2.HC | Tony Martin            | Omega Pharma-Quick Step     |
| 23 al 26 | Tour de Gironde                   | 2.2  | Jon Larrinaga          | Euskadi                     |
| 24       | Race Horizon Park 1               | 1.2  | Denys Kostyuk          | Kolss                       |
| 24 al 26 | Carrera de la Paz sub-23          | 2.2U | Toms Skujiņš           | Rietumu-Delfin              |
| 25       | Grand Prix de Plumelec-Morbihan   | 1.1  | Samuel Dumoulin        | Ag2r La Mondiale            |
| 26       | Boucles de l'Aulne                | 1.1  | Matthieu Ladagnous     | FDJ                         |
| 26       | Race Horizon Park 2               | 1.2  | Mykhailo Kononenko     | Kolss                       |
| 26       | Trofeo Ciudad de San Vendemiano   | 1.2U | Mark Dzamastagic       | Sava                        |
| 30 al 1  | Tour de Estonia                   | 2.1  | Gert Jõeäär            | Cofidis, Solutions Crédits  |

### Junio
| Fecha    | Carrera                                                | Cat. | Ganador            | Equipo                      |
| -------- | ------------------------------------------------------ | ---- | ------------------ | --------------------------- |
| 2        | Ronde van Zeeland Seaports                             | 1.1  | André Greipel      | Lotto Belisol               |
| 2        | Gran Premio Südkärnten                                 | 1.2  | Julian Alaphilippe | Etixx-iHNed                 |
| 2        | Trofeo Alcide Degasperi                                | 1.2  | Damien Howson      | Jayco-AIS                   |
| 2        | Coppa della Pace                                       | 1.2  | Alessio Taliani    | Futura Matricardi           |
| 2        | Memorial Philippe Van Coningsloo                       | 1.2  | Michael Vink       | Selección de Nueva Zelanda  |
| 4 al 8   | Tour de Eslovaquia                                     | 2.2  | Petr Vakoč         | Etixx-iHNed                 |
| 6        | G. P. Kanton Aargau                                    | 1.1  | Michael Albasini   | Orica-GreenEDGE             |
| 6 al 9   | Ronde de l'Oise                                        | 2.2  | Vegard Breen       | Joker Merida                |
| 8        | Riga Grand Prix                                        | 1.1  | Francesco Chicchi  | Vini Fantini-Selle Italia   |
| 8 al 15  | Tour de Thüringe                                       | 2.2U | Dylan van Baarle   | Rabobank Development        |
| 9        | Jurmala G. P.                                          | 1.1  | Francesco Chicchi  | Vini Fantini-Selle Italia   |
| 9        | ProRace Berlin                                         | 1.1  | Marcel Kittel      | Argos-Shimano               |
| 9        | Raiffeisen G. P.                                       | 1.2  | Riccardo Zoidl     | Gourmetfein-Simplon         |
| 11 al 16 | Vuelta a Serbia                                        | 2.2  | Ivan Stévic        | Tusnad                      |
| 12 al 16 | Ster ZLM Toer                                          | 2.1  | Lars Boom          | Blanco                      |
| 12 al 16 | Tour de Luxemburgo                                     | 2.HC | Paul Martens       | Blanco                      |
| 13 al 15 | Tour de Malopolska                                     | 2.2  | Łukasz Bodnar      | Bank BGŻ                    |
| 13 al 16 | Tour de Eslovenia                                      | 2.1  | Radoslav Rogina    | Adria Mobil                 |
| 13 al 16 | Ruta del Sur                                           | 2.1  | Thomas Voeckler    | Europcar                    |
| 13 al 16 | Tour de Saboya                                         | 2.2  | Yoann Barbas       | Armée de Terre              |
| 13 al 16 | Boucles de la Mayenne                                  | 2.2  | David Veilleux     | Europcar                    |
| 14 al 16 | Oberösterreichrundfahrt                                | 2.2  | Riccardo Zoidl     | Gourmetfein-Simplon         |
| 16       | Flecha de las Ardenas                                  | 1.2  | Silvan Dillier     | BMC Development             |
| 19       | Halle-Ingooigem                                        | 1.1  | Kenny Dehaes       | Lotto Belisol               |
| 22       | Trofeo Melinda                                         | 1.1  | Ivan Santaromita   | BMC Racing                  |
| 26       | Trofeo Internacional Jong Maar Moedig                  | 1.2  | Tim Declercq       | Topsport Vlaanderen-Baloise |
| 26 al 29 | Carrera de la Solidaridad y de los Campeones Olímpicos | 2.1  | Vitaliy Popkov     | ISD Continental             |
| 29       | Omloop Het Nieuwsblad sub-23                           | 1.2  | Dimitri Claeys     |                             |
| 30 al 6  | Tour de Rumania                                        | 2.2  | Vitaly Buts        | Kolss                       |
| 30 al 7  | Vuelta a Austria                                       | 2.HC | Riccardo Zoidl     | Gourmetfein-Simplon         |

### Julio
| Fecha    | Carrera                                            | Cat. | Ganador               | Equipo                      |
| -------- | -------------------------------------------------- | ---- | --------------------- | --------------------------- |
| 5 al 7   | Vuelta a la Comunidad de Madrid sub-23             | 2.2U | Petr Vakoč            | Etixx-iHNed                 |
| 7        | Gran Premio de Pont à Marcq-La Ronde Pévèloise     | 1.2  | Benoît Daeninck       | CC Nogent-sur-Oise          |
| 7        | Giro del Medio Brenta                              | 1.2  | Federico Rocchetti    | Utensilnord-Ora24.eu        |
| 9 al 14  | Giro del Valle de Aosta                            | 2.2U | Davide Villella       | Colpack                     |
| 11       | Gran Premio Van de Stad Geel                       | 1.2  | Yves Lampaert         | Topsport Vlaanderen-Baloise |
| 11 al 14 | Tour de Sibiu                                      | 2.1  | Davide Rebellin       | CCC Polsat Polkowice        |
| 11 al 14 | Tour de la República Checa                         | 2.2  | Leopold König         | NetApp-Endura               |
| 14       | Giro de los Apeninos                               | 1.1  | Davide Mucelli        | Ceramica Flaminia-Fondriest |
| 18       | Campeonato Europeo Contrarreloj sub-23             | CC   | Victor Campenaerts    | Selección de Bélgica        |
| 19 al 21 | Gran Premio Torres Vedras-Trofeo Joaquim Agostinho | 2.2  | Eduard Prades         | OFM-Quinta da Lixa          |
| 20       | Central European Tour Miskolc G. P.                | 1.2  | Siarhei Papok         | Selección de Bielorrusia    |
| 20 al 24 | Tour de Valonia                                    | 2.HC | Greg Van Avermaet     | BMC Racing                  |
| 21       | Central European Tour Budapest G. P.               | 1.2  | Krisztián Lovassy     | Utensilnord-Ora24.eu        |
| 21       | Campeonato Europeo en Ruta sub-23                  | CC   | Sean De Bie           | Selección de Bélgica        |
| 23 al 27 | Dookola Mazowsza                                   | 2.2  | Marcin Sapa           | BDC-Marcpol                 |
| 23 al 28 | Tour de Alsacia                                    | 2.2  | Silvio Herklotz       | Stölting                    |
| 25       | Clásica de Ordizia                                 | 1.1  | Daniel Teklehaymanot  | Orica GreenEDGE             |
| 27       | Gran Premio de Kranj                               | 1.2  | Lukas Pöstlberger     | Gourmetfein-Simplon         |
| 27 al 29 | Kreiz Breizh Elites                                | 2.2  | Nick van der Lijke    | Rabobank Development        |
| 28       | Trofeo Matteotti                                   | 1.1  | Sébastien Reichenbach | IAM                         |
| 28       | Polynormande                                       | 1.1  | José Gonçalves        | La Pomme Marseille          |
| 28       | Gran Premio de la Villa de Pérenchies              | 1.2  | Melvin Rullière       | SCO Dijon                   |
| 31       | Circuito de Guecho                                 | 1.1  | Juan José Lobato      | Euskaltel Euskadi           |
| 31 al 4  | Vuelta a Dinamarca                                 | 2.HC | Wilco Kelderman       | Belkin                      |

### Agosto
| Fecha    | Carrera                                        | Cat.   | Ganador             | Equipo                        |
| -------- | ---------------------------------------------- | ------ | ------------------- | ----------------------------- |
| 2 al 4   | Vuelta a León                                  | 2.2    | Jordi Simón         | Coluer Bicycles-Bike Import   |
| 2 al 11  | Tour de Guadalupe                              | 2.2    | Pierre Lebreton     |                               |
| 4        | RideLondon-Surrey Classic                      | 1.1    | Arnaud Démare       | FDJ.fr                        |
| 4        | Antwerpse Havenpijl                            | 1.2    | Preben Van Hecke    | Topsport Vlaanderen           |
| 4        | Trofeo Internacional Bastianelli               | 1.2    | Maxat Ayazbayev     | Continental Astana            |
| 7 al 11  | Vuelta a Burgos                                | 2.HC   | Nairo Quintana      | Movistar                      |
| 7 al 18  | Vuelta a Portugal                              | 2.1    | Alejandro Marque    | OFM-Quinta da Lixa            |
| 8 al 11  | Arctic Race de Noruega                         | 2.1    | Thor Hushovd        | BMC Racing                    |
| 8 al 11  | Tour de Szeklerland                            | 2.2    | Georgi Georgiev     | Brisaspor                     |
| 9 al 13  | Tour de l'Ain                                  | 2.1    | Romain Bardet       | Ag2r La Mondiale              |
| 10       | Memorial Henryka Lasaka                        | 1.2    | Florian Sénéchal    | Etixx-iHNed                   |
| 11       | Puchar Uzdrowisk Karpackich                    | 1.2    | Adrian Honkisz      | CCC Polsat Polkowice          |
| 11       | Gran Premio Sportivi di Poggiana               | 1.2U   | Andrea Zordan       | Zalf Euromobil désirée fior   |
| 16       | Gran Premio Capodarco                          | 1.2    | Matteo Busato       | Uc Trevigiani Dynamon Bottoli |
| 16 al 18 | Tour de los Fiordos                            | 2.1    | Sergei Chernetski   | Katusha                       |
| 17       | Puchar Ministra Obrony Narodowej               | 1.2    | Bartłomiej Matysiak | CCC Polsat Polkowice          |
| 17       | Gran Premio Kralovehradeckeho kraje            | 1.2    | Petr Vakoč          | Etixx-iHNed                   |
| 18 al 25 | Baltic Chain Tour                              | 2.2    | Philipp Walsleben   | BKCP-Powerplus                |
| 20       | Gran Premio Stad Zottegem                      | 1.1    | Blaž Jarc           | NetApp-Endura                 |
| 20       | Gran Premio de Marbriers                       | 1.2    | Benoît Daeninck     | CC Nogent-sur-Oise            |
| 20 al 23 | Tour de Limousin                               | 2.1    | Martin Elmiger      | IAM                           |
| 21       | Coppa Agostoni                                 | 1.1    | Filippo Pozzato     | Lampre-Merida                 |
| 21       | Druivenkoers Overijse                          | 1.1    | Björn Leukemans     | Vacansoleil-DCM               |
| 22       | Coppa Bernocchi                                | 1.1    | Sacha Modolo        | Bardiani Valvole-CSF Inox     |
| 23       | Dutch Food Valley Classic                      | 1.1    | Elia Viviani        | Cannondale                    |
| 23       | Tres Valles Varesinos                          | 1.HC   | Kristijan Đurasek   | Lampre-Merida                 |
| 24 al 31 | Tour del Porvenir                              | 2.Ncup | Rubén Fernández     | Selección de España           |
| 25       | Châteauroux Classic de l'Indre-Trophée Fenioux | 1.1    | Bryan Coquard       | Europcar                      |
| 27 al 30 | Tour de Poitou-Charentes                       | 2.1    | Thomas Voeckler     | Europcar                      |
| 30 al 31 | World Ports Classic                            | 2.1    | Nikolas Maes        | Omega Pharma-QuickStep        |
| 31       | Memorial Marco Pantani                         | 1.1    | Sacha Modolo        | Bardiani Valvole-CSF Inox     |

### Septiembre
| Fecha    | Carrera                               | Cat. | Ganador                   | Equipo                              |
| -------- | ------------------------------------- | ---- | ------------------------- | ----------------------------------- |
| 1        | Schaal Sels                           | 1.1  | Pieter Jacobs             | Topsport Vlaanderen-Baloise         |
| 1        | Ronde van Midden-Nederland            | 1.2  | Sebastian Forke           | NSP-Ghost                           |
| 1        | Croacia-Eslovenia                     | 1.2  | Riccardo Zoidl            | Gourmetfein-Simplon                 |
| 1 al 5   | Tour de Bulgaria                      | 2.2  | Rémy Di Gregorio          | Martigues SC-Vivelo                 |
| 5 al 7   | Semana Lombarda                       | 2.1  | Patrik Sinkewitz          | Meridiana-Kamen Team                |
| 5 al 8   | Okolo Jiznich Cech                    | 2.2  | Florian Sénéchal          | Etixx-iHNed                         |
| 7        | Brussels Cycling Classic              | 1.HC | André Greipel             | Lotto Belisol                       |
| 8        | Kernen Omloop Echt-Susteren           | 1.2  | Dylan Groenewegen         | De Rijke-Shanks                     |
| 8        | Gran Premio de Fourmies               | 1.HC | Nacer Bouhanni            | FDJ.fr                              |
| 14       | Tour de Jura                          | 1.2  | Matthias Brändle          | IAM                                 |
| 14       | De Kustpijl                           | 1.2  | Egidijus Juodvalkis       | Crelan-Euphony                      |
| 15       | Gran Premio Jef Scherens              | 1.1  | Bert De Backer            | Argos-Shimano                       |
| 15       | Tour de Doubs                         | 1.1  | Aleksejs Saramotins       | IAM                                 |
| 15       | Rabo Baronie Breda Classic            | 1.2  | Mike Teunissen            | Rabobank Development                |
| 15       | Chrono Champenois                     | 1.2  | Campbell Flakemore        | Huon Salmon-Genesys Wealth Advisers |
| 15 al 22 | Vuelta a Gran Bretaña                 | 2.1  | Bradley Wiggins           | Sky                                 |
| 18       | Gran Premio de Valonia                | 1.1  | Jan Bakelants             | RadioShack Leopard                  |
| 20       | Campeonato de Flandes                 | 1.1  | Jens Debusschere          | Lotto Belisol                       |
| 20       | Gran Premio del Somme                 | 1.1  | Preben Van Hecke          | Topsport Vlaanderen-Baloise         |
| 21       | Gran Premio Costa de los Etruscos     | 1.1  | Michele Scarponi          | Lampre-Merida                       |
| 21       | Gran Premio Impanis-Van Petegem       | 1.1  | Sep Vanmarcke             | Belkin                              |
| 21       | Tour Bohemia                          | 1.2  | Josef Benetseder          | WSA                                 |
| 22       | G. P. Industria y Comercio de Prato   | 1.1  | Gianfranco Zilioli        | Androni Giocattoli-Venezuela        |
| 22       | Gran Premio de Isbergues              | 1.1  | Arnaud Démare             | FDJ.fr                              |
| 24       | Ruota d'Oro                           | 1.2  | Andrea Toniatti           | Zalf-Euromobil-Désirée-Fior Cycling |
| 25       | Circuito de Houtland                  | 1.1  | Marcel Kittel             | Argos-Shimano                       |
| 28 al 29 | Tour de Gévaudan Languedoc-Roussillon | 2.2  | Yoann Bagot               | Cofidis, Solutions Crédits          |
| 29       | Dúo Normando                          | 1.1  | Luke Durbridge Svein Tuft | Orica GreenEDGE                     |
| 29       | Gooikse Pijl                          | 1.2  | Vegard Robinson Bugge     | Joker Merida                        |

### Octubre
| Fecha  | Carrera                                       | Cat. | Ganador                     | Equipo                 |
| ------ | --------------------------------------------- | ---- | --------------------------- | ---------------------- |
| 2      | Milán-Turín                                   | 1.HC | Diego Ulissi                | Lampre-Merida          |
| 3      | Giro de Münsterland                           | 1.1  | Jos van Emden               | Belkin                 |
| 3 al 6 | Tour de Eurométropole                         | 2.1  | Jens Debusschere            | Lotto-Belisol          |
| 5      | Piccolo Giro de Lombardía                     | 1.2  | Davide Villella             | Cannondale             |
| 6      | Tour de Vendée                                | 1.HC | Nacer Bouhanni              | FDJ.fr                 |
| 8      | Binche-Tournai-Binche                         | 1.1  | Reinardt Janse van Rensburg | Argos-Shimano          |
| 10     | París-Bourges                                 | 1.1  | John Degenkolb              | Argos-Shimano          |
| 10     | Gran Premio Ciudad de Peccioli-Coppa Sabatini | 1.1  | Diego Ulissi                | Lampre-Merida          |
| 12     | Giro de Emilia                                | 1.HC | Diego Ulissi                | Lampre-Merida          |
| 13     | Gran Premio Bruno Beghelli                    | 1.1  | Leonardo Duque              | Colombia               |
| 13     | París-Tours sub-23                            | 1.2U | Flavien Dassonville         | Selección de Francia   |
| 13     | París-Tours                                   | 1.HC | John Degenkolb              | Argos-Shimano          |
| 15     | Premio Nacional de Clausura                   | 1.1  | Jens Debusschere            | Lotto-Belisol          |
| 20     | Chrono des Nations                            | 1.1  | Tony Martin                 | Omega Pharma-QuickStep |

## Clasificaciones
- Las clasificaciones finalizaron de la siguiente forma:[19]

### Individual
| Posición | Ciclista            | Equipo | Puntos | Detalle de los puntos |
| -------- | ------------------- | ------ | ------ | --- |
| 1º       | Riccardo Zoidl      | GMS    | 531,5  | Ver listaVuelta a Austria: 137 Tour de Bretaña: 73 Circuito de las Ardenas: 56,5 Oberösterreichrundfahrt: 56 Liubliana-Zagreb: 40 Campeonato de Austria de Ciclismo en Ruta: 40 Raiffeisen G. P.: 40 Porec Trophy: 30 Settimana Coppi e Bartali: 24 Okolo Jiznich Cech: 17 Giro del Friuli Venezia Giulia: 12 Gran Premio Südkärnten: 3 Istrian Spring Trophy: 3 |
| 2º       | Bryan Coquard       | EUC    | 484    | Ver listaTour de Picardie: 91 Châteauroux Classic de l'Indre-Trophée Fenioux: 80 Gran Premio de Denain: 56 Val d'Ille U Classic 35: 56 Estrella de Bessèges: 48 Gran Premio de Fourmies: 40 Vuelta a Dinamarca: 21 Tour de Vendée: 20 Boucles de l'Aulne: 20 París-Camembert: 20 Circuito de la Sarthe: 17 Gran Premio de Isbergues: 8 Tour de Turquía: 7 |
| 3º       | Davide Rebellin     | CCC    | 430    | Ver listaTour de Sibiu: 131 Szlakiem Grodów Piastowskich: 96 Trofeo Melinda: 32 Tre Valli Varesine: 25 Coppa Agostoni: 24 Volta Limburg Classic: 24 Tour de Estonia: 21 Vuelta a Andalucía: 17 Semana Lombarda: 16 Settimana Coppi e Bartali: 15 Vuelta a Murcia: 12 Ster ZLM Toer: 11 Giro de Emilia: 6 |
| 4º       | Matej Mugerli       | ADR    | 387    | Ver listaCampeonato de Eslovenia en Ruta: 70 Istrian Spring Trophy: 56 Clásica Belgrado-Čačak: 40 Bania Luka-Belgrado II: 40 Porec Trophy: 40 Gran Premio Südkärnten: 30 Giro de Toscana: 24 Bania Luka-Belgrado I: 16 Campeonato de Eslovenia Contrarreloj: 14 Trofeo Laigueglia: 12 Gran Premio Sencur: 12 Liubliana-Zagreb: 8 Central European Tour Budapest G. P.: 6 Settimana Coppi e Bartali : 6 Carrera de la Solidaridad y de los Campeones Olímpicos: 5 Tour de Eslovenia: 5 Raiffeisen G. P.: 3 |
| 5º       | Thomas Voeckler     | EUC    | 369    | Ver listaTour de Poitou-Charentes: 104 Ruta del Sur: 104 Gran Premio de Valonia: 56 Tour de Doubs: 56 A través de Flandes: 25 Milán-Turín: 10 Circuito de la Sarthe: 5 Les Boucles du Sud Ardèche: 5 Flecha Brabanzona: 4 |
| 6º       | Michael Van Staeyen | TSV    | 367    | Ver listaSchaal Sels: 56 Estrella de Bessèges: 45 Campeonato de Flandes: 32 París-Tours: 25 Tour de Vendée: 25 Giro de Münsterland: 24 ProRace Berlin: 24 Ronde van Zeeland Seaports: 24 Premio Nacional de Clausura: 20 Cuatro Días de Dunkerque: 16 Binche-Tournai-Binche: 16 Gran Premio Criquielion: 12 Tour de Valonia: 12 Scheldeprijs Vlaanderen: 8 Circuito de Houtland: 8 Dutch Food Valley Classic: 8 Handzame Classic: 6 Vuelta a Bélgica: 6                                                   |
| 7º       | Radoslav Rogina     | ADR    | 354    | Ver listaTour de Eslovenia: 108 Semana Lombarda: 62 Gran Premio Sencur: 40 Campeonato de Croacia en Ruta: 30 Raiffeisen G. P.: 30 Istrian Spring Trophy: 35 Gran Premio Südkärnten: 12 Central European Tour Budapest G. P.: 10 Giro de los Apeninos: 8 Gran Premio de Kranj: 8 Liubliana-Zagreb: 6 Settimana Coppi e Bartali: 5 |
| 8º       | Jonathan Hivert     | SOJ    | 334    | Ver listaTour de Luxemburgo: 109 Estrella de Bessèges: 82 G. P. Kanton Aargau: 56 Vuelta a Andalucía: 32 Gran Premio del Somme: 20 Circuito de la Sarthe: 18 Vuelta a Murcia: 7 Tour de Turquía: 5 Critérium Internacional: 5 |
| 9º       | Vitaliy Buts        | KLS    | 320,67 | Ver listaGran Premio de Sochi: 76 Tour de Rumania: 64,67 Mayor Cup: 40 Campeonato de Ucrania en Ruta: 30 Tour de Bulgaria: 27 Tour de Szeklerland: 27 Gran Premio de Adigueya: 21 Cinco Anillos de Moscú: 13 Race Horizon Park 2: 12 Gran Premio Donetsk: 10 |
| 10º      | Gerald Ciolek       | MTN    | 315    | Ver listaCampeonato de Alemania en Ruta: 70 Gran Premio de Fráncfort: 25 Brussels Cycling Classic: 20 Trofeo Laigueglia: 20 Vuelta a Austria: 20 Vuelta a Baviera: 59 Tour de Gran Bretaña: 36 Tres Días de Flandes Occidental: 16 Tour de Luxemburgo: 14 Omloop Het Nieuwsblad: 7 Schaal Sels: 6 RideLondon-Surrey Classic: 5 Vuelta a Portugal: 10 World Ports Classic: 2 |

| Posiciones desde el 11.º hasta el 20.º | Posiciones desde el 11.º hasta el 20.º | Posiciones desde el 11.º hasta el 20.º | Posiciones desde el 11.º hasta el 20.º | Posiciones desde el 11.º hasta el 20.º | Posiciones desde el 11.º hasta el 20.º |
| Posición                               | Ciclista                               | Equipo                                 | Puntos                                 | Detalle de los puntos |                                        |
| -------------------------------------- | -------------------------------------- | -------------------------------------- | -------------------------------------- | --- | -------------------------------------- |
| 11º                                    | Patrik Sinkewitz                       | MKT                                    | 290                                    | Ver listaSemana Lombarda: 128 Gran Premio Industria y Artigianato-Larciano: 56 Tour de Eslovenia: 38 Istrian Spring Trophy: 24 Gran Premio Costa de los Etruscos: 16 Raiffeisen G. P.: 16 Bania Luka-Belgrado II: 12 |                                        |
| 12º                                    | Dylan Van Baarle                       | RB3                                    | 288                                    | Ver listaTour de Olympia: 58 Tour de Thüringe: 50 Dorpenomloop Rucphen: 40 Ster van Zwolle: 40 Tour de Normandía: 21 Giro de Münsterland: 20 Tour de Bretaña: 20 Trofeo Internacional Jong Maar Moedig: 16 Campeonato Mundial en Ruta sub-23: 15 Triptyque des Monts et Châteaux: 8 |                                        |
| 13º                                    | Jan Bárta                              | TNE                                    | 285,9                                  | Ver listaSzlakiem Grodów Piastowskich: 119 Circuito de la Sarthe: 61 Vuelta a Baviera: 48 Campeonato de la República Checa en Ruta: 30 Tour de la República Checa: 8,5 Campeonato de la República Checa Contrarreloj: 8 Campeonato Mundial Contrarreloj: 7 Settimana Coppi e Bartali: 3 Giro del Trentino: 1,4                                                                                        |                                        |
| 14º                                    | Davide Villella                        |                                        | 283                                    | Ver lista Giro del Valle de Aosta : 62 Giro de Emilia : 40 Piccolo Giro de Lombardía : 40 Coppa Sabatini : 32 Gran Premio Sportivi di Poggiana : 30 Trofeo Edil C : 30 Campeonato Mundial en Ruta sub-23 : 20 Gran Premio Palio del Recioto : 12 Giro del Belvedere : 8 Campeonato Europeo en Ruta sub-23 : 6 Coppa della Pace : 3                                                                    |                                        |
| 15º                                    | Yannick Martinez                       | LPM                                    | 276                                    | Ver listaBoucles de l'Aulne: 56 Ruta del Sur: 37 RideLondon-Surrey Classic: 32 Cuatro Días de Dunkerque: 26 Tour de Limousin: 22 Gran Premio de Plumelec-Morbihan: 20 Gran Premio de Isbergues: 16 Tour de l'Ain: 16 Tour de Vendée: 15 Polynormande: 8 Gran Premio de Fourmies: 7 Tour de Finisterre: 6 Val d'Ille U Classic 35: 5 Tour de Picardie: 5 París-Camembert: 3 Critérium Internacional: 2 |                                        |
| 16º                                    | Martin Elmiger                         | IAM                                    | 268                                    | Ver listaTour de Limousin: 120 Vuelta a Gran Bretaña: 78 Campeonato de Suiza en Ruta: 30 Cuatro Días de Dunkerque: 14 Vuelta a Baviera: 13 Vuelta a Dinamarca: 8 Campeonato de Suiza Contrarreloj: 5 |                                        |
| 17º                                    | Petr Vakoč                             | ETI                                    | 266,25                                 | Ver listaVuelta a la Comunidad de Madrid sub-23: 57 Campeonato Europeo en Ruta sub-23: 56 Tour de Eslovaquia: 53 Gran Premio Kralovehradeckeho kraje: 40 Memorial Philippe Van Coningsloo: 30 Tour de la República Checa: 26,25 Carrera de la Solidaridad y de los Campeones Olímpicos: 4 |                                        |
| 18º                                    | Vitaliy Popkov                         | ISD                                    | 260,67                                 | Ver listaCarrera de la Solidaridad y de los Campeones Olímpicos: 120 Tour de Szeklerland: 38 Gran Premio de Adigueya: 40 Gran Premio de Sochi: 32 Kosice-Miskolc: 16 Tour de Azerbaiyán: 8 Gran Premio Donetsk: 6 Dookola Mazowsza: 0,67 |                                        |
| 19º                                    | Sacha Modolo                           | BAR                                    | 247                                    | Ver listaMemorial Marco Pantani: 80 Coppa Bernocchi: 80 RideLondon-Surrey Classic: 56 Tres Días de La Panne: 14 Circuito de la Sarthe: 11 Vuelta a Dinamarca: 6 |                                        |
| 20º                                    | Ivan Rovny                             | CEF                                    | 242                                    | Ver listaGiro de Toscana: 56 Giro de los Apeninos: 32 Tre Valli Varesine: 30 Campeonato de Rusia en Ruta: 25 Gran Premio Industria y Artigianato-Larciano: 24 Coppa Agostoni: 20 Giro del Friuli Venezia Giulia: 20 Trofeo Matteotti: 16 Semana Lombarda: 16 Giro del Trentino: 3 |                                        |

- Nota: Total de corredores con puntuación: 1202

1. 1 2 3 4  Corredores menores de 23 años.

### Equipos
| Posición | Equipo                       | Puntos   | Detalle de los puntos |
| -------- | ---------------------------- | -------- | --- |
| 1º       | Europcar                     | 1.502,6  | Ver listaBryan Coquard: 484 Thomas Voeckler: 369 Pierre Rolland: 145,2 Natnael Berhane: 121,2 Cyril Gautier: 101,2 Damien Gaudin: 99 Jérôme Cousin: 98 Yukiya Arashiro: 85                                       |
| 2º       | IAM                          | 1.334,34 | Ver listaMartin Elmiger: 268 Aleksejs Saramotins: 188,67 Matthias Brändle: 181 Matteo Pelucchi: 167 Sébastien Reichenbach: 165 Marcel Wyss: 158,67 Gustav Larsson: 111 Thomas Lövkvist: 95                       |
| 3º       | Topsport Vlaanderen-Baloise  | 1.168,5  | Ver listaMichael Van Staeyen: 367 Pieter Jacobs: 198 Tom Van Asbroeck: 134,5 Preben Van Hecke: 126 Kenneth Van Bilsen: 100,5 Tim Declercq: 81 Jelle Wallays: 81 Yves Lampaert: 80,5                              |
| 4º       | Androni Giocattoli-Venezuela | 1.149,2  | Ver listaFranco Pellizotti: 232,4 Miguel Ángel Rubiano: 192,4 Mattia Gavazzi: 163 Francesco Reda: 132,5 Fabio Felline: 125,4 Omar Bertazzo: 122,5 Alessandro Malaguti: 117 Marco Frapporti: 64                   |
| 5º       | Gourmetfein-Simplon          | 1.028    | Ver listaRiccardo Zoidl: 531,5 Matija Kvasina: 144 Markus Eibegger: 128,5 Jan Sokol: 89 Lukas Pöstlberger: 75 Matej Marin: 38 Daniel Paulus: 12 Stephan Rabitsch: 10                                             |
| 6º       | Adria Mobil                  | 1.000    | Ver listaMatej Mugerli: 387 Radoslav Rogina: 354 Aljaz Hocevar: 80 Kristjan Fajt: 67 Tomasz Nose: 47 Klemen Stimulak: 46 Bruno Maltar: 8 Primož Roglič: 8 CRE Campeonato Mundial de Ciclismo: 3                  |
| 7º       | Vini Fantini-Selle Italia    | 927,4    | Ver listaMauro Santambrogio: 241,8 Francesco Chicchi: 200 Oscar Gatto: 158,8 Mauro Finetto: 104 Rafael Andriato: 76 Luca Mazzanti: 63 Pierpaolo De Negri: 44 Matteo Rabottini: 39,8                              |
| 8º       | CCC Polsat Polkowice         | 907,34   | Ver listaDavide Rebellin: 430 Bartłomiej Matysiak: 129 Adrian Honkisz: 101 Grzegorz Stępniak: 69 Mateusz Taciak: 53 Łukasz Owsian: 46,67 Tomasz Kiendyś: 39,67 Marek Rutkiewicz: 39                              |
| 9º       | Sojasun                      | 891,5    | Ver listaJonathan Hivert: 334 Julien Simon: 138 Julien El Fares: 98 Rémi Pauriol: 78 Fabien Schmidt: 68 Maxime Daniel: 64 Evaldas Šiškevicius: 56,5 Cyril Lemoine: 55                                            |
| 10º      | Rabobank Development         | 877      | Ver listaDylan van Baarle: 288 Nick van der Lijke: 238 Mike Teunissen: 107 Rick Zabel: 96 Maarten van Trijp: 91 Daan Olivier: 30 Martijn Tusveld: 12 Lars van der Haar: 10 CRE Campeonato Mundial de Ciclismo: 5 |

| 11º | Cofidis, Solutions Crédits   | 851    | Ver listaAdrien Petit: 143 Gert Jõeäär: 140 Egoitz García: 117 Yoann Bagot: 112 Guillaume Levarlet: 96 Daniel Navarro: 86 Edwig Cammaerts: 80 Rein Taaramäe: 77                            |
| 12º | Bardiani Valvole-CSF Inox    | 850    | Ver listaSacha Modolo: 247 Francesco Bongiorno: 190 Sonny Colbrelli: 143 Andrea Pasqualon: 77 Edoardo Zardini: 62 Enrico Battaglin: 47 Stefano Pirazzi: 43 Enrico Barbin: 41               |
| 13º | Kolss                        | 835,35 | Ver listaVitaliy Buts: 32067 Mykhailo Kononenko: 197,67 Denys Kostyuk: 120 Andriy Khripta: 90,67 Andriy Vasylyuk: 51,67 Volodymyr Zagorodny: 21,67 Andriy Kulyk: 17 Volodymyr Gomenyuk: 16 |
| 14º | Etixx-iHNed                  | 805,25 | Ver listaPetr Vakoč: 266,25 Florian Sénéchal: 171,25 Julian Alaphilippe: 140,25 Louis Verhelst: 78,25 Dieter Bouvry: 47,25 Patrick Konrad: 47 Karel Hník: 35 Łukasz Wiśniowski: 20         |
| 15º | Caja Rural-Seguros RGA       | 795    | Ver listaFrancesco Lasca: 214 Amets Txurruka: 131 David Arroyo: 121 Danail Petrov: 100 André Cardoso: 86 Rubén Fernández: 60 Marcos García: 46 Manuel Antonio Cardoso: 37                  |
| 16º | NetApp-Endura                | 761,2  | Ver listaJan Bárta: 285,9 Blaž Jarc: 132 Alexander Wetterhall: 80 Leopold König: 75,9 Markus Eichler: 56 Roger Kluge: 51 Scott Thwaites: 44 Bartosz Huzarski: 36,4                         |
| 17º | La Pomme Marseille           | 750    | Ver listaYannick Martinez: 276 Justin Jules: 164 Benjamin Giraud: 128 José Gonçalves: 88 Thomas Vaubourzeix: 30 Julien Antomarchi: 30 Yoann Paillot: 26 Grégoire Tarride: 8                |
| 18º | Leopard-Trek Continental     | 681,01 | Ver listaSean de Bie: 182,67 Fabio Silvestre: 135,67 Kristian Jensen: 113 Eugenio Alafaci: 106 Jan Hirt: 77 Pit Schlechter: 40 Joel Zangerle: 19 Jesús Ezquerra: 13,67                     |
| 19º | Bretagne-Séché Environnement | 662    | Ver listaArmindo Fonseca: 164 Florian Vachon: 153 Arnaud Gérard: 79 Jean-Luc Delpech: 69 Vegard Stake Laengen: 64 Erwann Corbel: 47 Clément Koretzky: 46 Jean-Marc Bideau: 40              |
| 20º | Crelan-Euphony               | 620    | Ver listaSébastien Delfosse: 161 Baptiste Planckaert: 139 Maxime Vantomme: 131 Egidijus Juodvalkis: 78 Reinier Honig: 37 Stijn Steels: 32 Kevin Claeys: 30 Koen Barbé: 12                  |

- Nota: Total de equipos con puntuación: 127

### Países
| Posición | País            | Puntos   | Detalle de los puntos |
| -------- | --------------- | -------- | --- |
| 1º       | Francia         | 2.753,25 | Ver listaBryan Coquard: 547 Benjamin Giraud: 373 Thomas Voeckler: 369 Jonathan Hivert: 334 Yannick Martinez: 291 Adrien Petit: 178 Florian Sénéchal: 171,25 Justin Jules: 164 Armindo Fonseca: 164 Benoit Daeninck: 162                         |
| 2º       | Italia          | 2.742,2  | Ver listaDavide Rebellin: 430 Sacha Modolo: 430 Francesco Chicchi: 313 Davide Villella: 283 Mauro Santambrogio: 272,8 Franco Pellizotti: 232,4 Francesco Lasca: 214 Francesco Manuel Bongiorno: 190 Fortunato Baliani: 190 Mattia Gavazzi: 187  |
| 3º       | Bélgica         | 1.772,17 | Ver listaMichael Van Staeyen: 367 Pieter Jacobs: 198 Sean De Bie: 182,67 Timothy Dupont: 170 Sébastien Delfosse: 161 Baptiste Plackaert: 149 Jasper Stuyven: 140 Jérôme Baugnies: 139 Tom Van Asbroeck: 134,5 Maxime Vantomme: 131              |
| 4º       | Alemania        | 1.570    | Ver listaGerald Ciolek: 315 Patrik Sinkewitz: 290 Silvio Herklotz: 191 Stefan Schumacher: 178 Tino Thömel: 143 Daniel Klemme: 106 Grischa Janorschke: 102 Rick Zabel: 96 Philipp Walsleben: 80 Marcel Meisen: 69                                |
| 5º       | España          | 1.494    | Ver listaConstantino Zaballa: 260 Francisco Mancebo: 197 Víctor de la Parte: 143 Delio Fernández: 137 Alejandro Marque: 135 Amets Txurruka: 131 Gustavo César Veloso: 131 Sergio Pardilla: 130 David Arroyo: 121 Egoitz García: 119             |
| 6º       | Países Bajos    | 1.441,25 | Ver listaDylan van Baarle: 288 Nicky van der Lijke: 238 Dylan Groenewegen: 156 Yoeri Havik: 141 Coen Vermeltfoort: 136,25 Mike Teunissen: 107 Wouter Wippert: 107 Jeff Vermeulen: 91 Maarten van Trijp: 91 Tom Vermeer: 86                      |
| 7º       | República Checa | 1.433,22 | Ver listaAlois Kaňkovský: 304 Jan Bárta: 285,9 Petr Vakoč: 266,25 Milan Kadlec: 202 Leopold König: 104,9 Jiri Hudecek: 92 Jan Hirt: 77 Josef Černý: 36,17 Karel Hnik: 35 Josef Hosek: 30                                                        |
| 8º       | Ucrania         | 1.365,69 | Ver listaVitaliy Buts: 320,67 Vitaliy Popkov: 260,67 Mykhaylo Kononenko: 197,67 Denys Kostyuk: 120 Sergiy Grechyn: 130 Anatoliy Pakhtusov: 93,67 Andriy Khripta: 90,67 Andriy Vasylyuk: 61,67 Oleksandr Sheydyk: 48,67 Oleksandr Martynenko: 42 |
| 9º       | Eslovenia       | 1.276    | Ver listaMatej Mugerli: 387 Luka Pibernik: 191 Matej Mohorič: 153 Blaž Jarc: 132 Mark Dzamastagic: 84 Aljaz Hocevar: 80 Tim Mikelj: 72 Kristjan Fajt: 67 Jure Golčer: 63 Tomaz Nose: 47                                                         |
| 10º      | Austria         | 1.227    | Ver listaRiccardo Zoidl: 531,5 Matthias Brändle: 181 Markus Eibegger: 128,5 Jan Sokol: 89 Lukas Pöstlberger: 75 Stefan Denifl: 66 Josef Benetseder: 52 Patrick Konrad: 47 Dominik Hrinkow: 33 Gernot Auer: 24                                   |

| 11º | Rusia       | 1.161,67 | Ver listaIvan Rovny: 242 Kyrill Pozdnyakov: 218 Leonid Krasnov: 191 Maksim Razumov: 103 Maxim Pokidov: 99 Ivan Kovalev: 70 Ilnur Zakarin: 69 Alexander Rybakov: 66,67 Alexander Foliforov: 54 Anton Samokhvalov: 36              |
| 12º | Suiza       | 1.111,01 | Ver listaMartin Elmiger: 293 Sébastien Reichenbach: 165 Marcel Wyss: 158,67 Silvan Dillier: 146 Johann Tschopp: 107 Stefan Küng: 67 Mirco Saggiorato: 61 Alexandre Mercier: 54 Jonathan Fumeaux: 31,67 Reto Hollenstein: 27,67   |
| 13º | Dinamarca   | 947      | Ver listaLasse Norman Hansen: 157 Michael Andersen: 139,5 Magnus Nielsen: 114,5 Martin Mortensen: 114 Kristian Jensen: 113 Mathias Møller Nielsen: 77 Jesper Hansen: 66 Martin Pedersen: 63 John Ebsen: 52 Rasmus Guldhammer: 51 |
| 14º | Polonia     | 851,34   | Ver listaBartłomiej Matysiak: 133 Adrian Honkisz: 113 Konrad Dabkowski: 101 Łukasz Bodnar: 100 Marcin Sapa: 78,67 Marcin Białobłocki: 73 Grzegorz Stępniak: 69 Mateusz Komar: 68 Paweł Cieślik: 59 Robert Radosz: 56,67          |
| 15º | Portugal    | 705,67   | Ver listaFabio Silvestre: 146,67 José Gonçalves: 131 Edgar Pinto: 92 André Cardoso: 86 Rui Sousa: 81 Joni Brandão: 48 Manuel Cardoso: 37 Daniel Eduardo Silva: 36 Hernâni Broco: 26 Bruno Ferreira: 22                           |
| 16º | Suecia      | 676      | Ver listaFredrik Ludvigsson: 141 Gustav Larsson: 111 Thomas Lövkvist: 95 Michael Olsson: 88 Alexander Wetterhall: 80 Linus Dahlberg: 42 Alexander Gingsjö: 40 Marcus Johansson: 33 Petter Persson: 30 Hakan Nilsson: 16          |
| 17º | Letonia     | 587,67   | Ver listaAleksejs Saramotins: 188,67 Toms Skujiņš: 181 Andris Smirnovs: 77 Reinis Andrijanovs: 49 Kristofers Rācenājs: 24 Armands Bēcis: 18 Andžs Flaksis: 16 Indulis Bekmanis: 12 Jānis Dakteris: 12 Emīls Liepiņš: 10          |
| 18º | Noruega     | 578,25   | Ver listaSondre Enger: 185 Vegard Breen: 77 Vegard Stake Laengen: 64 Reidar Borgersen: 60 Vegard Bugge: 40 Fredrik Strand Galta: 40 Oscar Landa: 33,25 Kristian Dyrnes: 30 Magnus Børresen: 28 Daniel Hoelgaard: 21              |
| 19º | Croacia     | 538      | Ver listaRadoslav Rogina: 354 Matija Kvasina: 144 Emanuel Kiserlovski: 16 Bruno Maltar: 8 Josip Rumac: 8 Massimo Demarin: 8 |
| 20º | Reino Unido | 498,5    | Ver listaSimon Yates: 104 Michael Cuming: 64,5 Scott Thwaites: 61 Daniel McLay: 58 Ian Wilkinson: 47 Adam Yates: 47 Ian Bibby: 36 Kristian House: 36 Dale Appleby: 24 Owain Doull: 21                                            |

- Nota: Total de países con puntuación: 38

### Países sub-23
| Posición | País            | Puntos  |
| -------- | --------------- | ------- |
| 1º       | Países Bajos    | 1.264   |
| 2º       | Francia         | 1.253,5 |
| 3º       | Italia          | 866     |
| 4º       | Dinamarca       | 757,5   |
| 5º       | Bélgica         | 734,92  |
| 6º       | Alemania        | 646     |
| 7º       | Eslovenia       | 600     |
| 8º       | República Checa | 455,92  |
| 9º       | Noruega         | 373,75  |
| 10º      | España          | 251     |

## Progreso de las clasificaciones
| Fecha                    | Clasificación individual | Clasificación por equipos  | Clasificación por países | Clasificación por países sub-23 |
| ------------------------ | ------------------------ | -------------------------- | ------------------------ | ------------------------------- |
| 25 de octubre de 2012    | -                        | -                          | Suiza                    | -                               |
| 25 de noviembre de 2012  | -                        | -                          | Rusia                    | -                               |
| 25 de diciembre de 2012  | -                        | -                          | Rusia                    | -                               |
| 25 de enero de 2013      | -                        | -                          | Francia                  | -                               |
| 25 de febrero de 2013    | Jonathan Hivert          | Sojasun                    | Francia                  | Francia                         |
| 25 de marzo de 2012      | Francesco Reda           | Cofidis, Solutions Crédits | Francia                  | Países Bajos                    |
| 25 de abril de 2013      | Bryan Coquard            | Europcar                   | Francia                  | Países Bajos                    |
| 25 de mayo de 2013       | Bryan Coquard            | Europcar                   | Francia                  | Países Bajos                    |
| 25 de junio de 2013      | Matej Mugerli            | Europcar                   | Francia                  | Países Bajos                    |
| 25 de julio de 2013      | Riccardo Zoidl           | Europcar                   | Italia                   | Países Bajos                    |
| 15 de agosto de 2013     | Riccardo Zoidl           | Europcar                   | Italia                   | Países Bajos                    |
| 25 de agosto de 2013     | Riccardo Zoidl           | Europcar                   | Italia                   | Países Bajos                    |
| 25 de septiembre de 2013 | Riccardo Zoidl           | Europcar                   | Francia                  | Países Bajos                    |
| 20 de octubre de 2013    | Riccardo Zoidl           | Europcar                   | Francia                  | Países Bajos                    |
| Final                    | Riccardo Zoidl           | Europcar                   | Francia                  | Países Bajos                    |